# Metachrostis velocissima
Metachrostis velocissima là một loài bướm đêm trong họ Erebidae.